# 王孫圉
王孫圉，春秋后期楚国人。
柏舉之戰后，楚昭王流亡出奔，回到郢都后，赏赐王孙圉和鬬辛、王孙由于、钟建、鬬巢、申包胥、王孙贾、宋木、鬬懷等有功之臣。王孫圉到晋国聘问，晉定公招待他，趙簡子身配鳴玉相礼节，問王孫圉，楚国的白珩还在吗，它作为寶物，多久时间了。王孫圉说楚国没有把白珩作为国宝，楚国以擅长外交辞令的观射父、明典籍通鬼神的左史倚相、盛产金木竹箭龟珠角齿皮革羽毛的云连徒洲（云梦泽）作为国宝，白珩只是楚王的玩物。国宝有六种：明王圣人、玉、龟（祭祀的龟甲）、珠、金（铸造兵器的金属）、山林薮泽，而叮当喧哗的鳴玉，楚国虽是蛮夷，也不作为国宝。